# Windows Home Server
Windows Home Server is een besturingssysteem van Microsoft.

## Geschiedenis
Windows Home Server werd aangekondigd op 7 januari 2007 door Bill Gates, en is bedoeld als oplossing voor het delen van bestanden, automatische back-ups en toegang op afstand in huizen waar meerdere pc's met elkaar verbonden zijn. Een belangrijk onderdeel van het besturingssysteem is de mogelijkheid om systemen uit te breiden met extra mogelijkheden. Dankzij de door Microsoft vrijgegeven sdk kunnen derde partijen plug-ins en losse applicaties ontwikkelen voor het nieuwe platform. Het is gebaseerd op Windows Server 2003 SP2.
Het was de bedoeling dat de eerste producten in september 2007 beschikbaar kwamen, maar uiteindelijk heeft het nog tot november geduurd voor Microsoft het platform gereed achtte voor levering. Windows Home Server is op 22 november 2007 in Nederland en België geïntroduceerd.
Client-computers kunnen beheerd worden als ze minstens met Windows XP Service Pack 2 of Windows Vista of Windows 7 (na installatie van Power Pack 3) werken.
Windows Home Server is opgevolgd door Windows Home Server 2011. Dit zal de laatste versie zijn in de Windows Home Server-reeks.

## Kenmerken
- Centrale back-up voor maximaal 10 pc's
- Monitoring
- Bestandsdeling
- Printerdeling
- Schaduwkopieën
- Beheer vanaf afstand
- Streaming media
- Webserver (IIS)

## Hardware
Op de WinHEC heeft Microsoft aangekondigd dat Fujitsu-Siemens, Gateway, HP, Lacie en Medion hardware gaan maken speciaal voor dit besturingssysteem. Kenmerkend hierbij is de grote opslagcapaciteit samen met de netwerkmogelijkheden. Het is de bedoeling dat de hardware in de vorm van kleine pc's in het netwerk gehangen wordt waarna iedere pc toegang kan krijgen.

## Invoegapplicaties
Een mogelijkheid van Windows Home Server is het toevoegen van softwarematige invoegapplicaties die geschreven zijn door derden (dus niet door Microsoft zelf). De mogelijkheden van de Home Server kunnen hiermee uitgebreid worden